# 島悟
島 悟（しま さとる、1951年3月22日 - 2009年12月14日）は、日本の医学者、精神科医。研究分野は、勤労者のメンタルヘルス。

## 略歴
- 1969年3月 奈良女子大学文学部附属高等学校（現・奈良女子大学附属中等教育学校）を卒業
- 慶應義塾大学医学部医学科卒業。精神科医。
- 1987年 慶應義塾大学大学院医学研究科博士課程学位取得。「妊娠・出産に伴う精神障害の縦断研究」で医学博士の学位を取得。
- 北里大学医学部内科学教室
- 慶應義塾大学医学部精神神経科学教室
- 日本鋼管病院神経科医長・精神衛生室長
- 1997年、東京経済大学経営学部教授
- 2006年、京都文教大学臨床心理学部教授
- 2008年、京都文教大学産業メンタルヘルス研究所長
- 2009年12月14日、すい臓ガンのため死去（58歳没）

## 活動
- 産業精神保健研究所所長
- 神田東クリニック院長
- 日本EAP協会会長

## 著書
- 『事例に学ぶ心のトラブル解決法』中央労働災害防止協会　2005　中災防新書
- 『メンタルヘルス入門』2007　日経文庫

## 共編著
- 『職場のメンタルヘルス実践教室』加藤正明監修 大西守共編　星和書店　1996
- 『ストレスとこころの健康』編著　ナカニシヤ出版　1997
- 『家庭・学校・職場・地域の精神保健』大森健一と責任編集　中山書店　1998　臨床精神医学講座
- 『こころの病からの職場復帰』編　至文堂　2004　「現代のエスプリ」別冊
- 『ストレスマネジメント入門』佐藤恵美共著　2007　日経文庫
- 『睡眠障害の基礎知識 睡眠の生理から治療、職域における対応まで』石井正三,今村聡,高田勗共編　日本労務研究会　2008

## 翻訳
- C・カトナ,M・ロバートソン『図説精神医学入門』荒井稔,荒井りさ共訳　日本評論社　1997
- V.バート,V.ヘンドリック『女性のためのメンタルヘルス コンサイスガイド』長谷川恵美子共訳　日本評論社　1999
- S.パルマー編著『ガイドブック心理療法』監訳　日本評論社　2001
- アン・ドーソン,アンドレ・タイリー編『うつ病という時限爆弾』小林和佳子共監訳　日本評論社　2003
- ジョン・ポトカー,マイケル・テーズ編『最新うつ病治療ハンドブック』監訳　日本評論社　2004
- ジェームス・M.オハー編『EAPハンドブック』内山喜久雄共監訳　フィスメック　2005
- 『ラインによるケアのためのメンタルヘルス・ハンドブック』監訳　アルタ出版　2006
- ダン・J.スタイン編著『不安障害臨床マニュアル』高野知樹,荒武優共監訳　日本評論社　2007

## 論文
- Depression and Ventricular Enlargement. "Acta Psychiatrica Scandinavica" 1984年 (論文)
- 妊娠・出産に伴う精神障害の縦断研究 『慶應医学』 1986年
- Anticerebral Antibodies in Functional Psychoses. "Biological Psychiatry" 1991年
- Life events in Japanese Employees. "Stress Medicine" 1993年